# Ivy League
Ivy League ("Murgrönsligan", efter murgrönan som växer på byggnaderna) är beteckningen på åtta privata universitet i nordöstra USA som även tillhör de äldsta i landet och ibland även kallas the Ancient Eight.

## Inledning
Ivy League-universiteten hör till USA:s mest renommerade och mest selektiva i fråga om antagning av studenter. De tillhör de rikaste i världen vad gäller ekonomiska tillgångar och attraherar många betydande forskare från hela världen. Sju av de åtta universiteten grundades under kolonialtiden.
Ivy League-universiteten är alla privata, men de erhåller federala och delstatliga anslag för forskning. Ett av universiteten, Cornell University, har fyra delstatsunderstödda enheter, kallade statutory colleges, vilka är integrerade delar av universitetet.

## Universitet som ingår i Ivy League

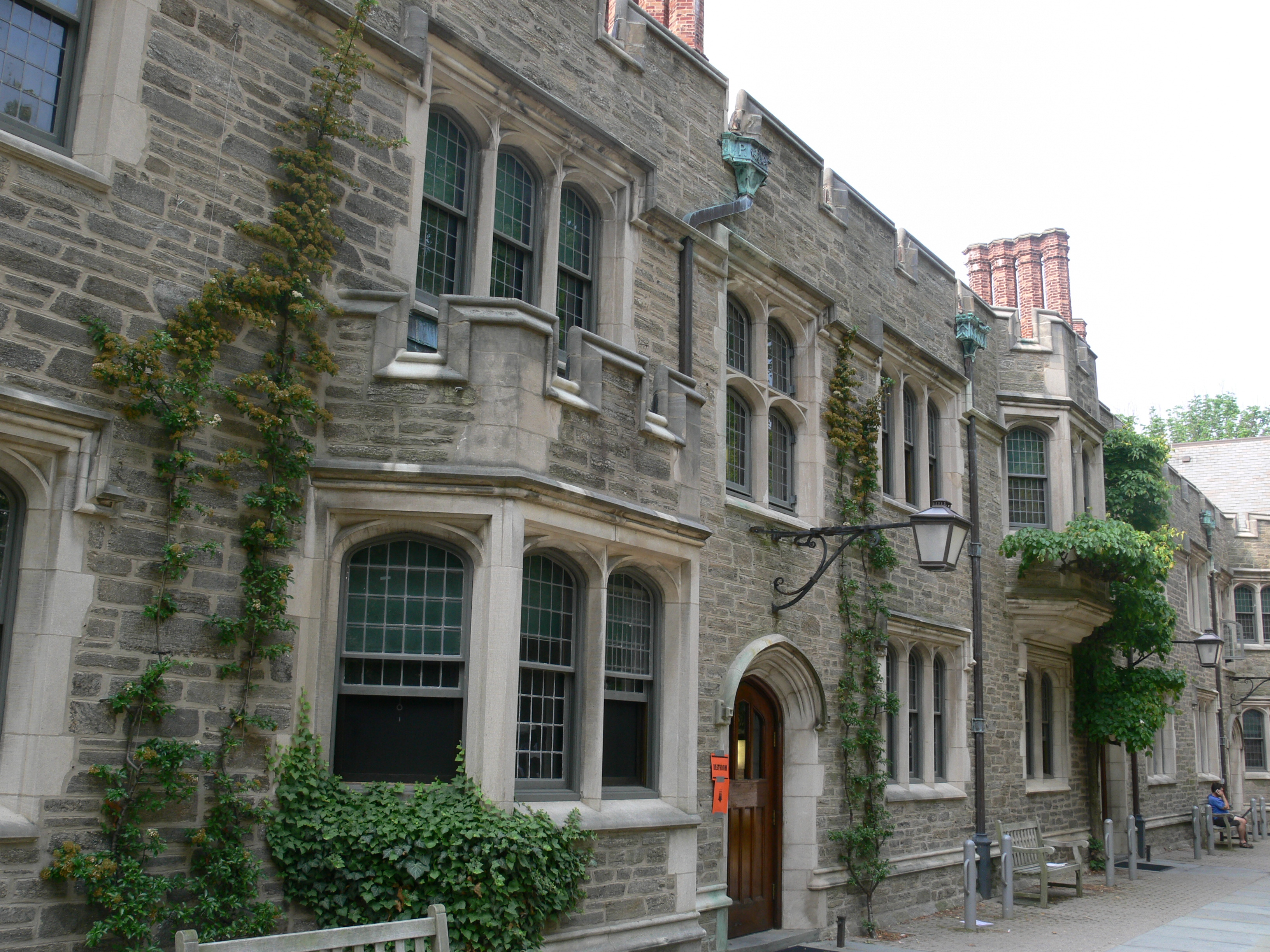
Princeton University.

- Brown University, Providence, Rhode Island, grundat 1764 som College of Rhode Island.
- Columbia University, New York, New York, grundat 1754 som King's College.
- Cornell University, Ithaca, New York, grundat 1865.
- Dartmouth College, Hanover, New Hampshire. grundat 1769.
- Harvard University, Cambridge, Massachusetts, grundat 1636.
- Princeton University, Princeton, New Jersey, grundat 1746 som College of New Jersey.
- University of Pennsylvania (Penn), Philadelphia, Pennsylvania, grundat 1740.
- Yale University, New Haven, Connecticut, grundat 1701 som Collegiate School.

## Uttrycket "Ivy League"
Uttrycket Ivy League tillkom som en informell benämning på dessa institutioner som tävlar både i akademiska ämnen och i idrotter, men det syftar även på en formell tillhörighet till samma liga inom ramen för division I-AA i National Collegiate Athletic Association (NCAA). I vissa idrotter, såsom baseboll och tennis tävlar dessa skolor även mot arméns och flottans militärakademier (United States Military Academy och United States Naval Academy).
Med "Ivy League" avses i strikt mening endast de här ovan nämnda åtta universiteten. Ibland används emellertid uttrycket Ivy Plus för att inkludera även två andra amerikanska prestigeuniversitet, Massachusetts Institute of Technology (MIT) och Stanford University. Dessa ingår dock inte i "Ivy League".
"Ivy" betyder murgröna, och anledningen till att detta ord används för att benämna dessa toppuniversitet är att denna växt växte på samtliga av dessa universitets byggnader.

## Historia
Som en informell liga för amerikansk fotboll går Ivy League tillbaka till 1900 då Yale vann ett mästerskap. De militära akademierna ingick länge i gruppen men lämnade den kort innan den formellt konstituerades.
Caswell Adams vid New York Herald Tribune gjorde 1937 en kommentar om de åtta skolorna och den murgröna som växte på deras väggar. En annan sportreporter, Stanley Woodward, myntade kort därefter uttrycket "Ivy League" om de skolor som ingick i idrottsgruppen. Den första formella överenskommelsen, om regler inom amerikansk fotboll, träffades mellan skolornas idrottschefer 1945, och 1954 (som allmänt anses som gruppens egentliga "födelseår") utsträcktes denna till alla idrotter.
En apokryfisk version av namnets ursprung påstår att det har sitt ursprung i den romerska siffran IV, och att det tidigast skall ha funnits en idrottsliga med endast fyra medlemmar. Detta kan möjligen vara ett försök att utpeka en ännu mer exklusiv elitstatus inom den större gruppen.

## Tillgångar
Ivy League-skolorna hör till de rikaste privata universiteten i USA, något som har att göra med deras ålder och traditionella koppling till de ledande skikten i det amerikanska samhället. Alla har tillgångar på över 1 miljard dollar och Brown är ensamt om att inte ha flera miljarder dollar. Harvard har 19,3 miljarder dollar i tillgångar och är världens rikaste universitet - medan Yale, med över 11 miljarder, är det näst rikaste. Harvard äger 1,8 km² mark i Boston-området. Columbia är den näst största markägaren i New York.

## Samarbete
Sju av de åtta universiteten (alla utom Harvard) deltar i ett fjärrlånssamarbete som kallas BorrowDirect, vilket ger tillgång till ungefär 40 miljoner böcker. (Harvard har ensamt cirka 15 miljoner böcker i sina samlingar.)